# Friedrich August Wagner

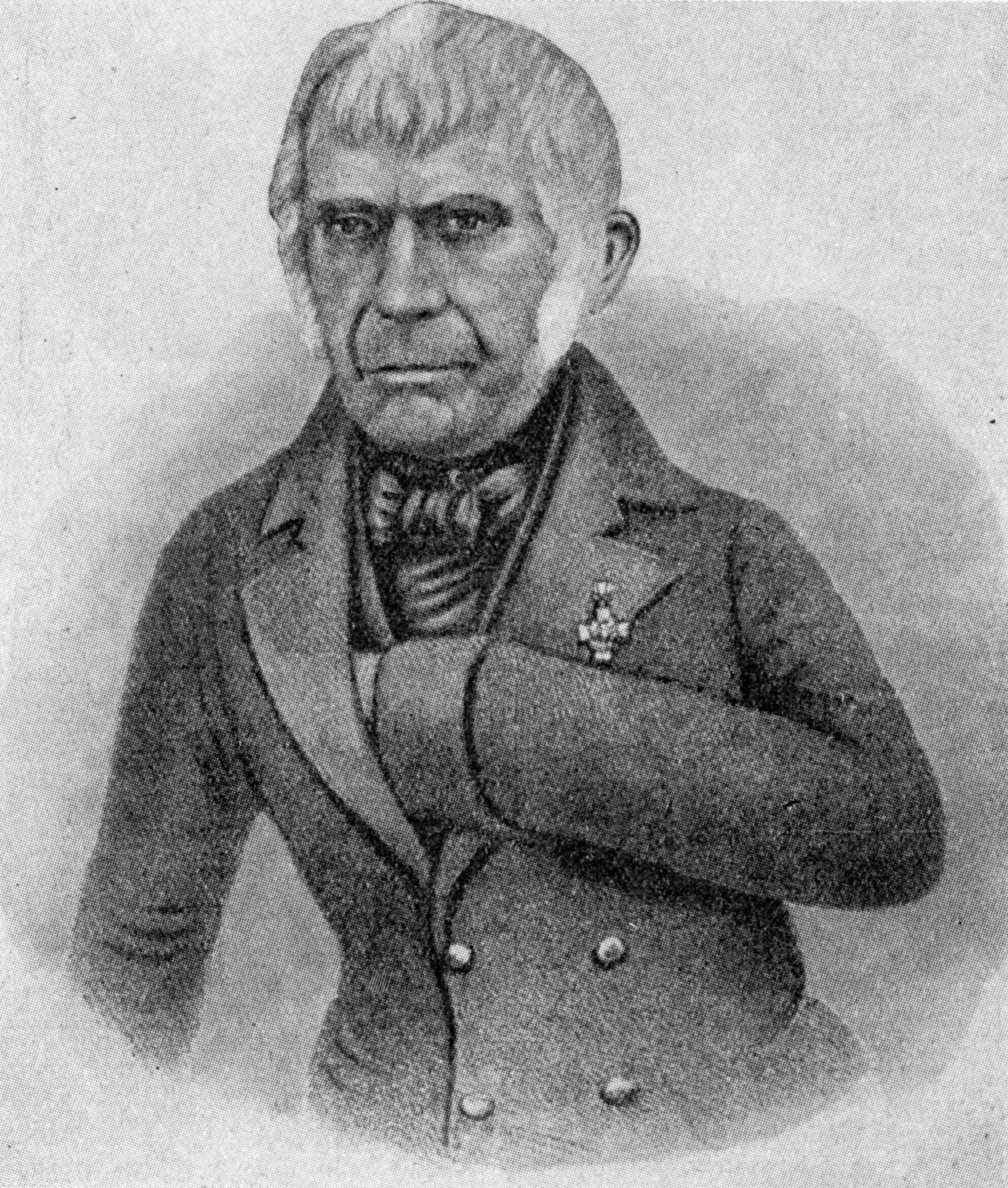
Dr. Friedrich August Wagner

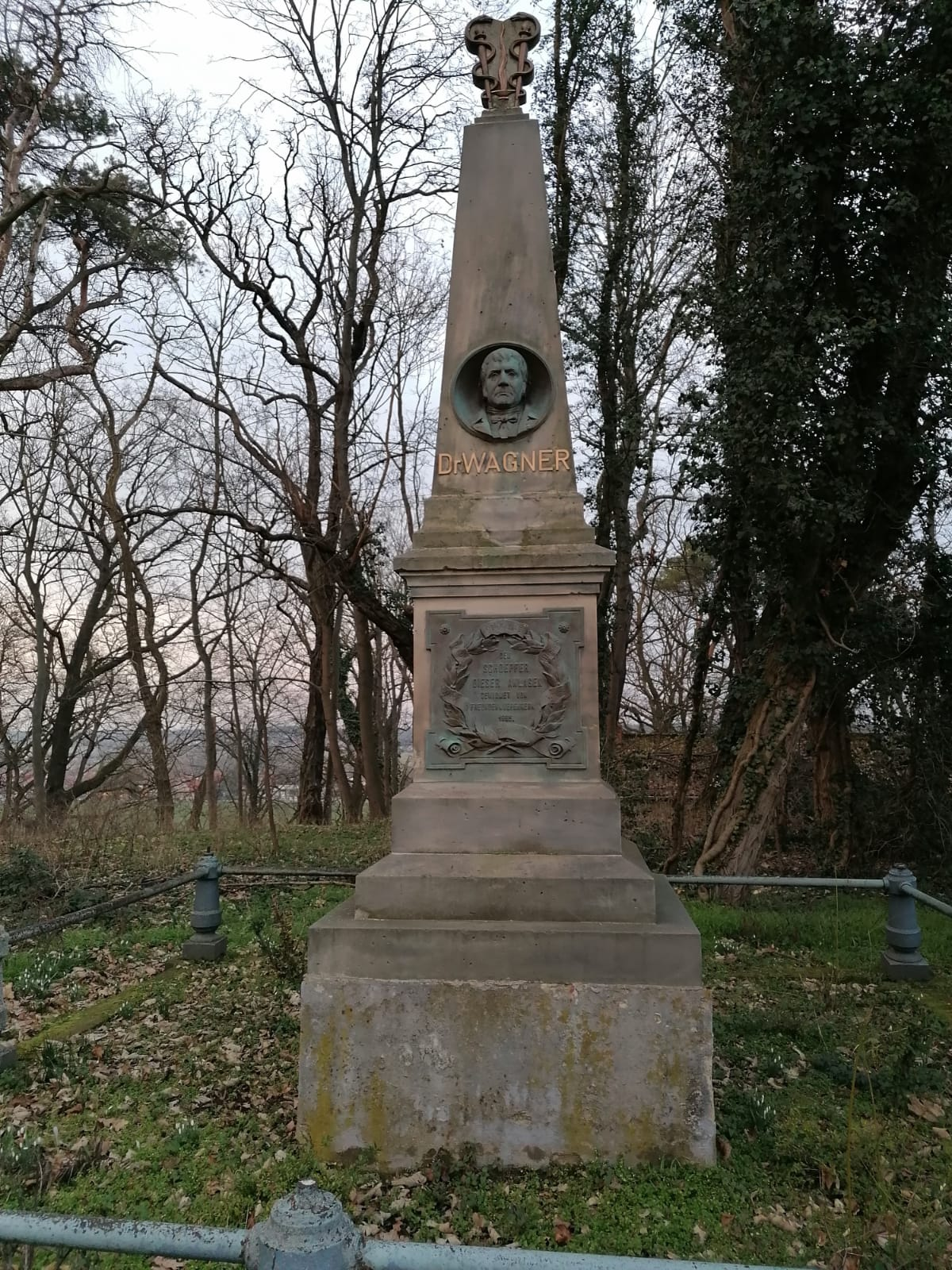
Dr. Friedrich August Wagner, Denkmal in Schlieben

Friedrich August Wagner (* 23. April 1775 in Kropstädt; † 13. März 1856 in Schlieben) war ein deutscher Arzt und Archäologe. Er wird auch als Wohltäter der Stadt Schlieben bezeichnet.

## Leben
Der Pfarrersohn war als praktischer Arzt in Schlieben und anschließend als Kreisphysikus im Kreis Schweinitz tätig. Bereits 1805 hatte er das Privileg für eine Apotheke erhalten, die er in Schlieben als erste ihrer Art eröffnete, dann jedoch an einen Fachmann verkaufte. Ab 1820 nahm er Anpflanzungen von Bäumen und Sträuchern aus Baumschulen in Berlin und Potsdam vor. Daraus entstanden die Parkanlagen rund um Schlieben. Bei den Anpflanzungen stieß er auf zahlreiche interessante Bodenfunde. Fortan begann er sich für die väterliche Prähistorie zu begeistern und wurde einer der bedeutendsten Altertumsforscher der preußischen Provinz Sachsen und der Niederlausitz seiner Zeit. So erhielt er beispielsweise ein Dankschreiben des preußischen Königs. Die fehlende Fachausbildung Wagners war allerdings auch die Ursache dafür, dass er einige seiner Funde zeitlich falsch eingeordnete und teilweise voreilig Schlüsse daraus zog. Als Archäologe war Wagner einer der ersten, der öffentlich Widerspruch gegen die damals stark verbreitete These vom vorgeschichtlichen Kulturrückstand des Nordens erhob (vgl. ex septentrione lux).
Sein Wohnhaus stattete er noch zu Lebzeiten zu einem öffentlichen Museum aus. Für seine Leistungen erhielt er die goldene Verdienstmedaille für Gelehrte und Künstler sowie den Roten Adlerorden 4. Klasse verliehen. Nach seinem Tod wurde er in der eigens für ihn errichteten Gruft am Fuß des Langen Berges bestattet. 1895 wurde ihm inmitten der von ihm angelegten Parkanlagen in Schlieben ein Denkmal errichtet. Ferner erinnern zwei Bronzetafeln an seine Tätigkeit im Ort. Im Drandorfhof gibt es noch heute Dr. Wagners Bauern- und Kräutergarten.

## Werke (Auswahl)
- Die Tempel und Pyramiden der Urbewohner auf dem rechten Elbufer, unweit dem Ausfluss der schwarzen Elster, Leipzig 1828
- Die Rötheln, als für sich bestehende Krankheit. In: Hecker's Annalen. Band 13, Berlin 1829, S. 420–428
- Klettersucht als eigenthümliches Nervenübel beobachtet. In: Hecker's Annalen. Band 15/4, Berlin 1829, S. 411–415
- Endbericht über Convulsio cerealis im Schweinitzer Kreise und Umgegend in den Jahren 1831 und 1832. In: Journal der practischen Heilkunde. Band 75/3, Berlin 1832, S. 97–106
- Aegypten in Deutschland oder die germanisch-slavischen wo nicht rein germanischen Alterthümer an der schwarzen Elster, Leipzig 1833
- Die Rötheln, als für sich bestehende, und weder mit dem Scharlach noch mit den Masern Verwandtschaft habende Krankheit. Von dem Physikus des Schweinitzer Kreises. In: Journal der practischen Heilkunde. Band 79/2, Berlin 1834, S. 55–65
- Uebertragung des Milzbrandgiftes auf Menschen und Thiere, sowohl durch Berührung, als durch Genuß des Fleisches. In: Journal der practischen Heilkunde. Band 79/4, Berlin 1834, S. 3–41